# Alta fermentación

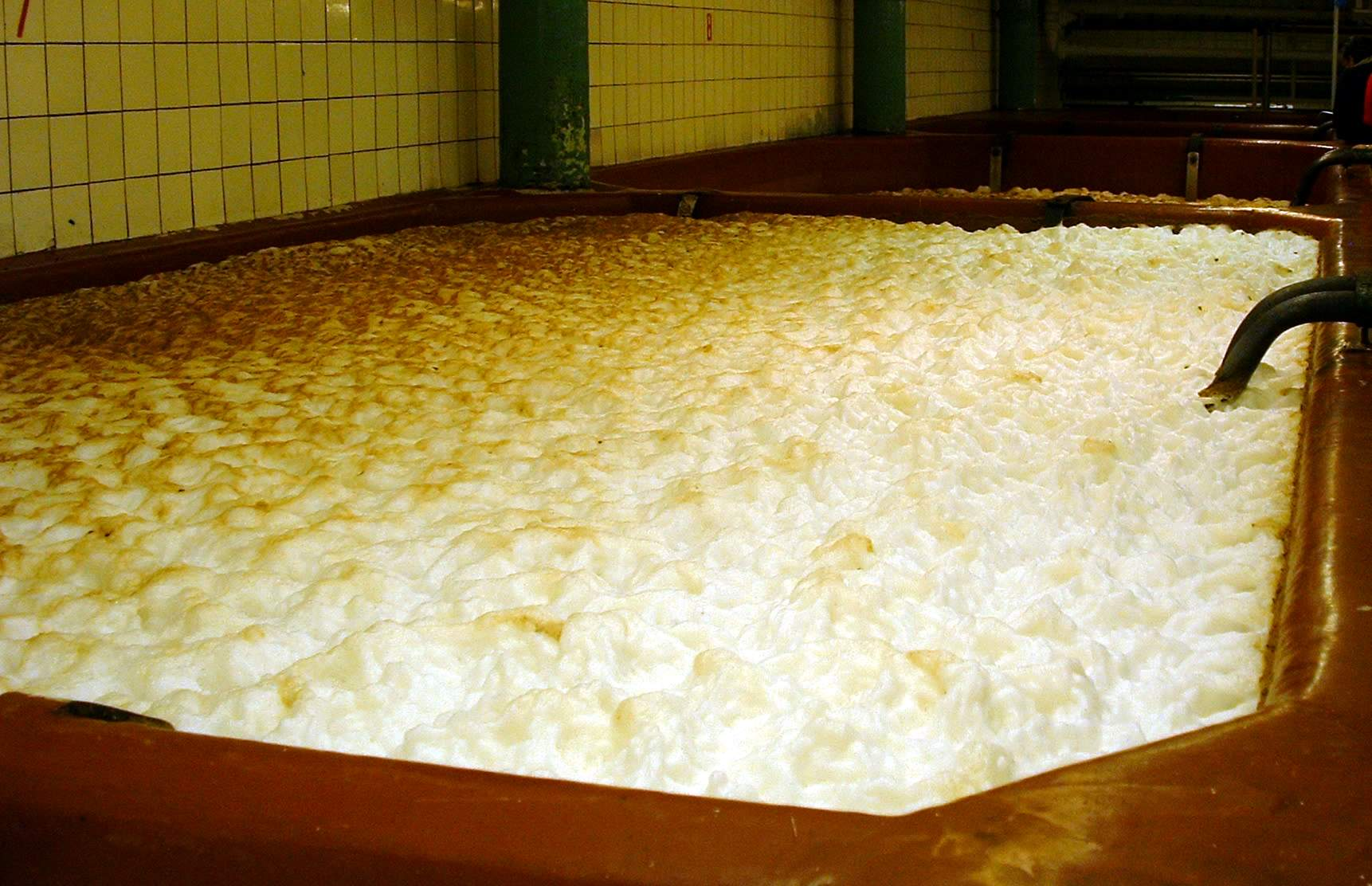
a en 1876, Louis Pasteur publicó la publicación Estudios sobre la cerveza, en la que describía la producción moderna de cerveza con la ayuda de la levadura. Estos generalmente se pueden clasificar como hongos y se utilizan en la producción de cerveza, vino y otras bebidas alcohólicas. La European Brewery Convention define la levadura de cerveza como levadura cultural utilizada para producir cervezas de baja y alta fermentación. Sin embargo, la denominación de levadura de cerveza incluye más de mil cepas tecnológicas con diferentes propiedades.

La fermentación alta es un tipo de fermentación usado en la elaboración de algunas cervezas. Se denomina así por producirse en la superficie exterior alta (del latín altus). La fermentación se forma por los cultivos de la Saccharomyces cerevisiae, que suben a la parte superior del tanque de fermentación (cervezas «ale»).

## Proceso
El proceso empieza alrededor de los 9 °C. La temperatura asciende unos pocos grados en la fermentación tumultuosa, y finalmente desciende alrededor de 5 °C en el enfriamiento. Al cabo de unos días comienza la fermentación de la cerveza lenta, que dura de quince a veinte días, según la fábrica y el tipo de cerveza.